# Castello di Trosky
Il castello di Trosky (in ceco Hrad Trosky) si trova a Tachov, frazione del comune Troskovice, Distretto di Semily nella Regione di Liberec, Repubblica Ceca. Si tratta di un castello in stato di rovine che risale alla fine del XIV secolo ed è considerato monumento culturale nazionale. 

## Storia

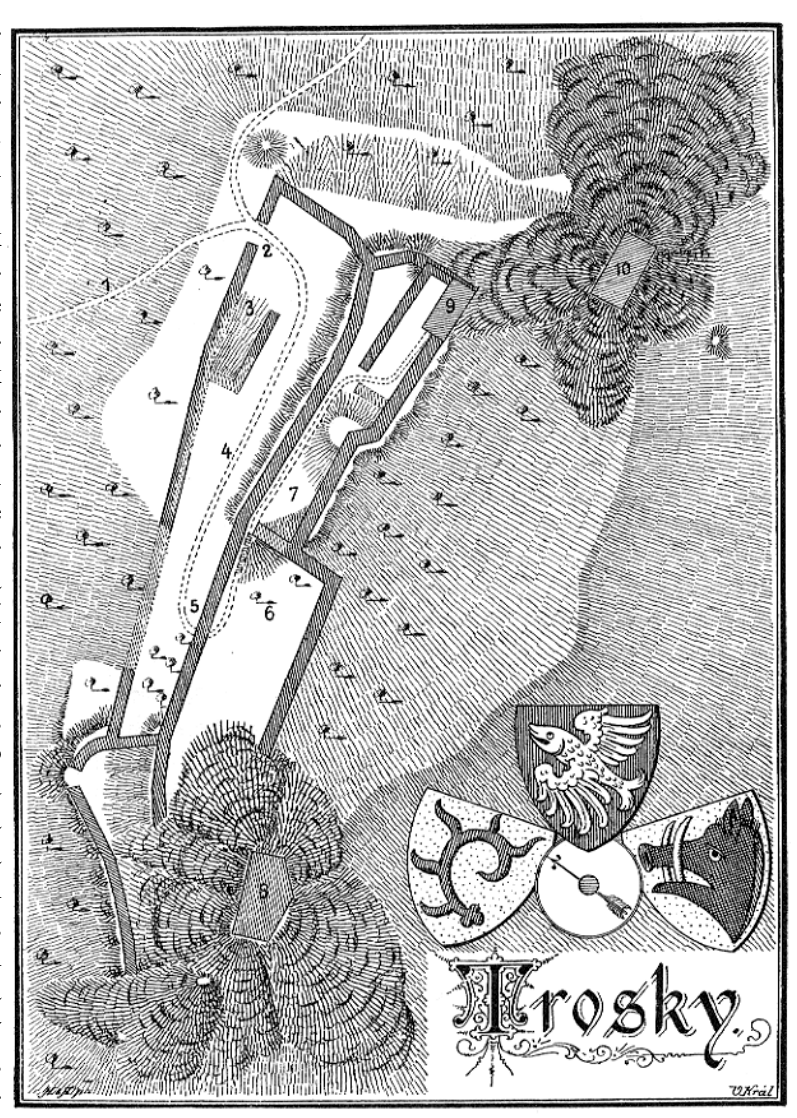
Pianta del castello pubblicata nel 1895 che mostra la strada vecchia, il primo cancello, il fabbricato agricolo, il piazzale, il secondo cancello, il cortile, il palazzo, la torre Baba, le scale e la torre Panna. Nell'angolo in basso a destra si trovano gli stemmi dei signori di Bergovo, Bibrštejn e Šelmberk

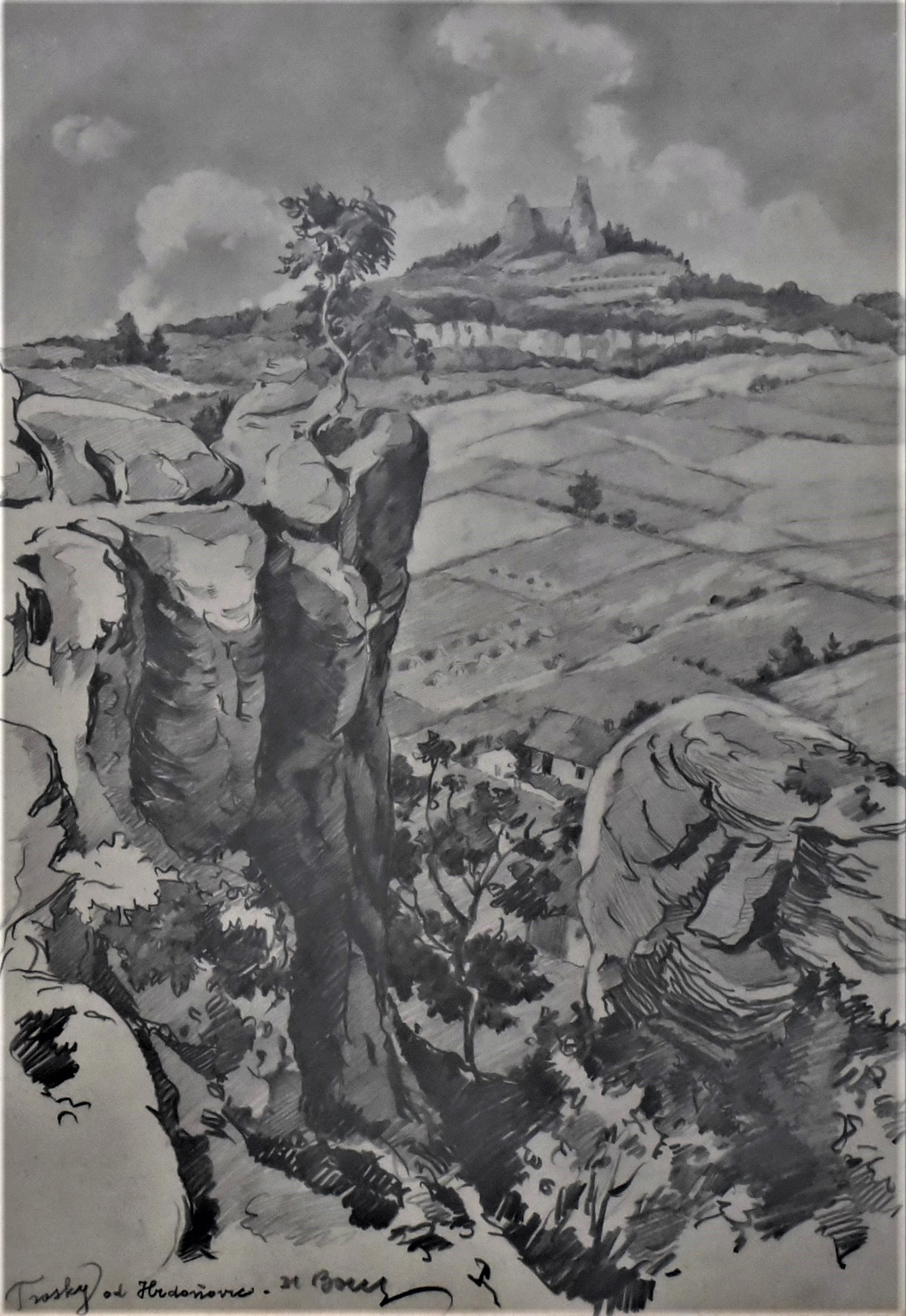
Rovine di Trosky presso Troskovice viste da lontano in un disegno del 1931 realizzato da Julius Bous

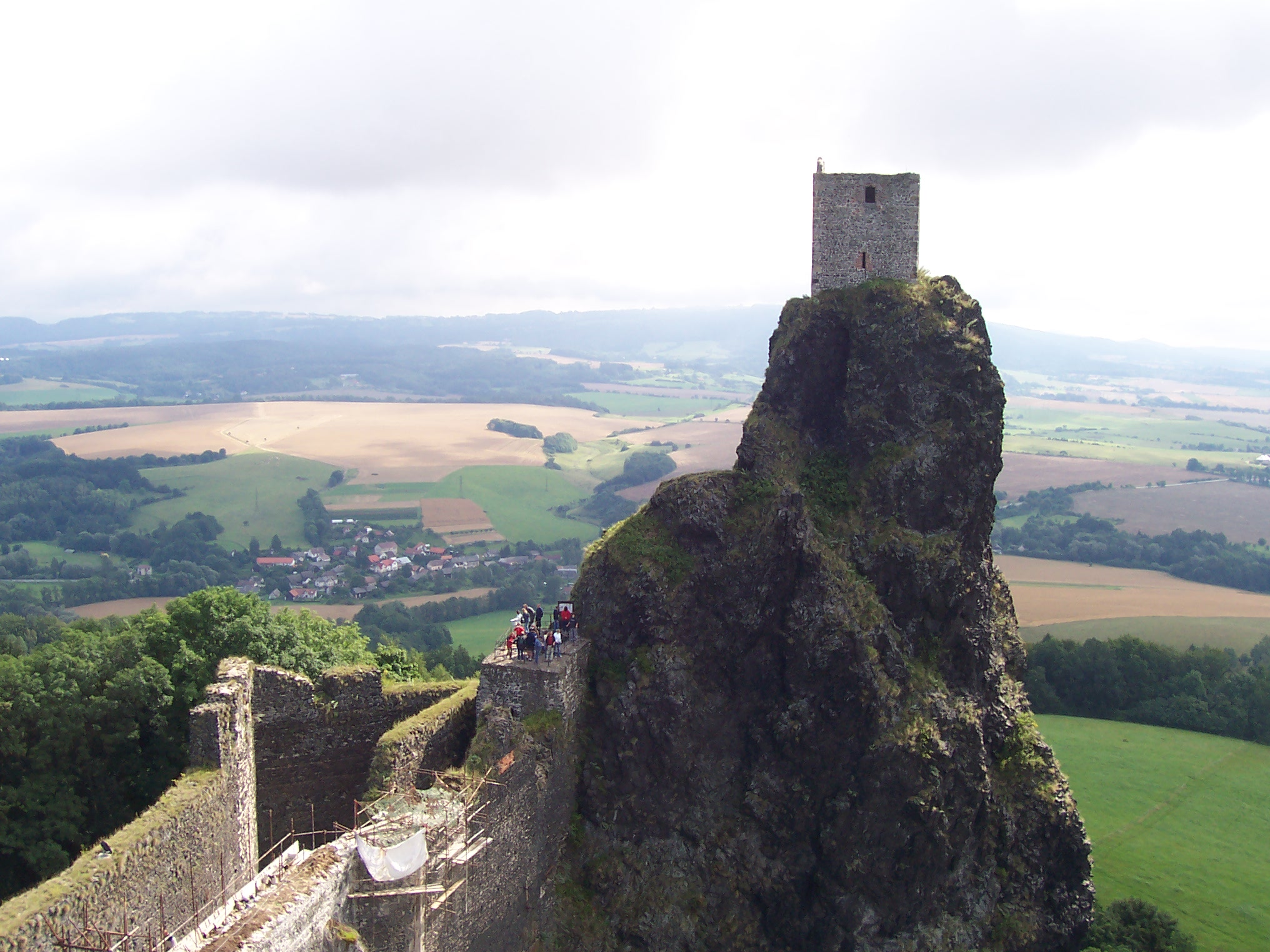
Torre Panna

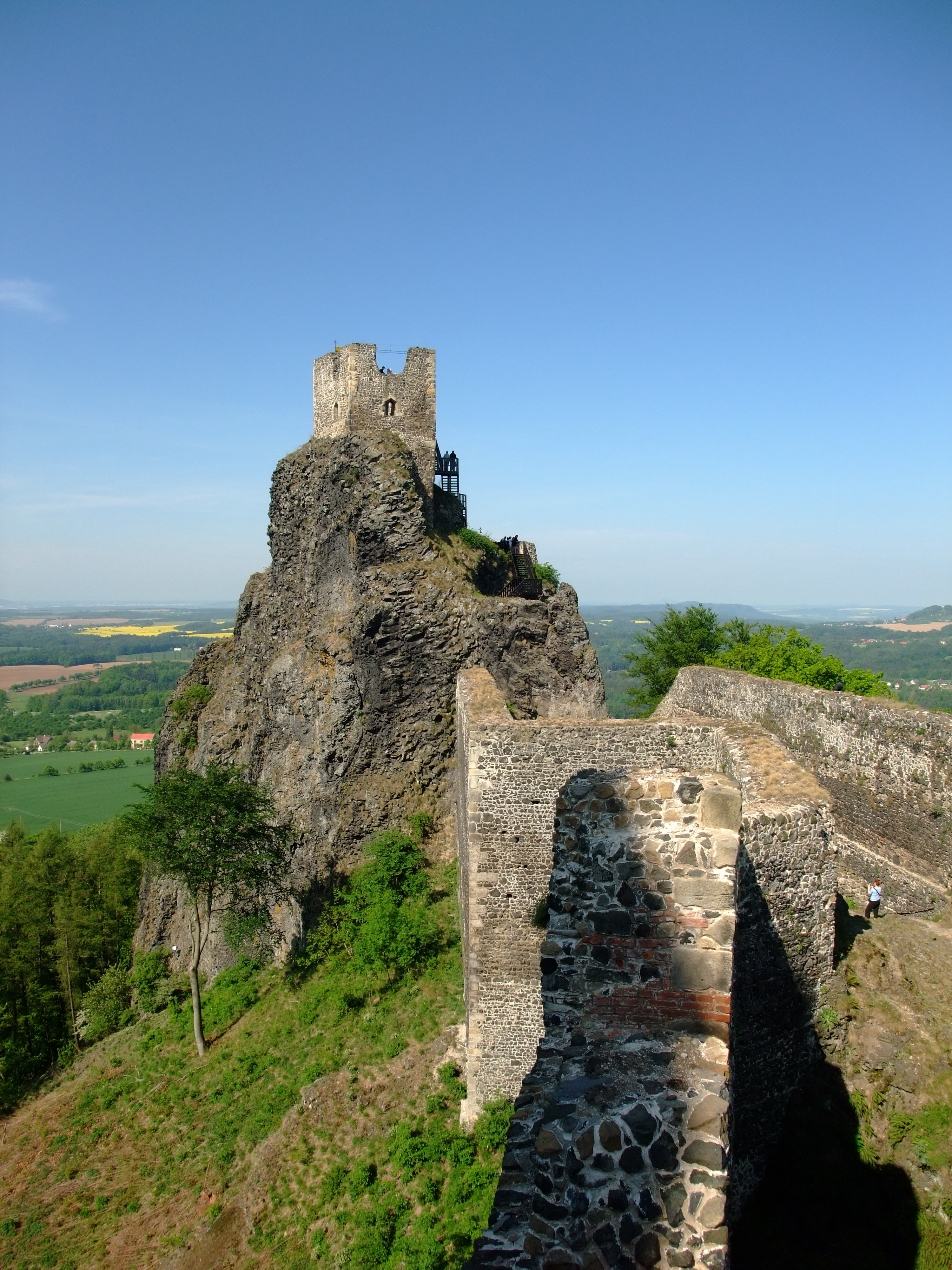
Torre Baba

Il primo nucleo del castello medievale fu fondato nel XIV secolo quando faceva parte della tenuta di Velis. Nel 1337 i Wartenberg assunsero il potere e divennero signori del territorio. A metà del XIV secolo Cenek von Wartenberg decise per la costruzione di un nuovo castello. Venne menzionato per la prima volta nel 1396. Con la morte di Cenek von Wartenberg il castello passò al re di Boemia Venceslao IV che lo donò ai signori di Berg. Nella prima metà del XV secolo il castello venne occupato. In seguito resistette probabilmente ad un tentativo di conquista da parte delle truppe hussite. I signori di Berg tentano di inutilmente di rientrarne in possesso sino a quando, nel 1458, lo vendettero a Jan Zajic von Hasenburg. Nel 1469 venne posto sotto assedio da Giorgio di Boemia e verso la fine del secolo entrò tra le proprietà degli Schellenberger e successivamente passò alla famiglia Bieberstein e alla famiglia Smiricky, nel 1559. Da questo momento il castello iniziò a perdere importanza e a cadere lentamente in rovina, anche dopo il 1622, quando entrò in possesso dei Wallenstein.

## Descrizione
Il castello di Trosky si trova a Tachov, frazione del comune di Troskovice nella Regione di Liberec, Repubblica Ceca. Ridotto in rovine è divenuto uno dei principali punti di richiamo del Paradiso Boemo, situato tra le città di Turnov e Jičín lungo la Via d'Oro del Paradiso Boemo, sull'altopiano di Jičín. Il complesso del castello si trova su una formazione rocciosa unica ed è formato essenzialmente da due torri e da un avvallamento con trutture di unione tra di loro. La torre superiore è la torre Panna, a base quadrata, mentre la torre inferiore è chiamata Baba ed è più elaborata, a base poligonale. Tra queste in origine era presente il nucleo centrale del castello delimitato dalle mura. Sotto la torre panna c'era un grande palazzo, un alto edificio a due piani. Sotto la torre Baba si trovava anche un edificio più piccolo ma maggiormente curato. Davanti all'ingresso si trovava un piazzale fortificato. L'insieme è caratterizzato dai due caratteristici tumuli basaltici che si elevano sul paesaggio circostante. I ruderi che ci sono pervenuti e che sono oggetto di visite conservano in parte l'aspetto del castello originario con due torri, il nucleo e il muro perimetrale. La base del castello è una formazione rocciosa di origine vulcanica molto interessante e unica.

### Monumento culturale della Repubblica Ceca
Dal 1978 la tutela dei monumenti della Repubblica Ceca considera il complesso delle rovine del castello di Trosky un monumento culturale nazionale tutelato col numero di catalogo 1000131659.